# 52e cérémonie des Golden Horse Film Festival and Awards
La 52e cérémonie des Golden Horse Film Festival and Awards s'est déroulée le 21 novembre 2015 au mémorial de Sun Yat-Sen à Taipei, Taïwan. Organisés par le Taipei Golden Horse Film Festival Executive Committee, ces prix récompensent les meilleurs films en langue chinoise de 2014 et 2015.
Le film The Assassin de Hou Hsiao-hsien est récompensé des cinq prix dont ceux du meilleur film, du meilleur réalisateur et de la meilleure photographie.

## Palmarès

### Meilleur film
- The Assassin de Hou Hsiao-hsien
  - Thanatos, Drunk de Chang Tso-chi
  - Port of Call de Philip Yung
  - Tharlo de Pema Tseden
  - Au-delà des montagnes de Jia Zhangke

### Meilleur film d'animation
- McDull: Me & My Mum de Brian Tse et Li Junmin

### Meilleur réalisateur
- Hou Hsiao-hsien pour The Assassin
  - Chang Tso-chi pour Thanatos, Drunk
  - Tsui Hark pour La Bataille de la Montagne du Tigre
  - Pema Tseden pour Tharlo
  - Jia Zhangke pour Au-delà des montagnes

### Meilleur acteur
- Feng Xiaogang pour Mr. Six
  - Lee Hong-chi pour Thanatos, Drunk
  - Aaron Kwok pour Port of Call
  - Deng Chao pour The Dead End
  - Dong Zijian pour De Lan

### Meilleure actrice
- Karena Lam pour Zinnia Flower
  - Sylvia Chang pour Office
  - Vivian Sung pour Our Times
  - Shu Qi pour The Assassin
  - Zhao Tao pour Au-delà des montagnes

### Meilleur acteur dans un second rôle
- Michael Ning pour Port of Call

### Meilleure actrice dans un second rôle
- Lu Hsueh-feng pour Thanatos, Drunk

### Meilleur nouveau réalisateur
- Bi Gan pour Kaili Blues

### Meilleur nouveau acteur/actrice
- Lee Hong-chi pour Thanatos, Drunk

### Meilleur scénario original
- Jia Zhangke pour Au-delà des montagnes

### Meilleur scénario adapté
- Pema Tseden pour Tharlo

### Meilleure photographie
- Mark Lee Ping Bin pour The Assassin

### Meilleurs effets visuels
- Kim Wook pour La Bataille de la Montagne du Tigre

### Meilleure direction artistique
- William Chang et Alfred Yau pour Office

### Meilleurs maquillages et costumes
- Hwarng Wern-ying pour The Assassin

### Meilleure chorégraphie d'action
- Xu Haofeng pour The Final Master

### Meilleure musique
- Lin Shangde et Tseng Yun-fang pour Thanatos, Drunk

### Meilleur son
- Tu Duu-chih, Chu Shih-yi et Wu Shu-yao pour The Assassin